# Belo Horizonte
Belo Horizonte este capitala și cel mai mare oraș din statul federal brazilian Minas Gerais, situat în regiunea de sud-est a țării. Potrivit datelor recensământului din 2020, orașul are o populație de 2.680.873 locuitori în nucleul său urban, ceea ce face ca acesta să fie al șaselea oraș ca populație din Brazilia, după São Paulo, Rio de Janeiro, Salvador, Brasilia și Fortaleza. Cu toate acestea, regiunea metropolitană Belo Horizonte, formată din mai mult de douăzeci de orașe și cu un total de peste 6.832.412 de oameni (în 2020), se situează pe locul trei în clasamentul celor mai populate zone metropolitane (după Sao Paulo și Rio de Janeiro).
Regiunea a fost colonizată pentru prima dată în secolul al XVII-lea, dar orașul, așa cum este cunoscut astăzi, a fost proiectat și construit în anii 1890, cu scopul de a înlocui Ouro Preto din funcția de capitală a statului Minas Gerais. Orașul dispune de un amestec de clădiri contemporane și clasice, și găzduiește multe clădiri emblematice pentru arhitectura modernă braziliană ,de exemplu Complexul Pampulha. În planificarea orașului, Aarão Reis și Francisco Bicalho au fost inspirați de planificarea urbană din Washington, DC. Orașul s-a angajat în programe notabile de revitalizare urbană și siguranță alimentară, pentru care a fost distins cu premii internaționale.
Orașul este construit pe mai multe dealuri și este complet înconjurat de munți. Există mai multe parcuri mari în împrejurimi. Parque das Mangabeiras, situat la 6 km sud-est de centrul orașului, pe dealurile din Serra do Curral, are o vedere foarte bună către oraș. Acesta are o suprafață de 2,35 km2 (23.500 de hectare). Mata do Jambeiro este o rezervație naturala ce se întinde pe 912 de hectare, cu vegetație tipică Pădurii Atlantice, Mai mult de o sută de specii de păsări locuiesc în rezervație, precum și zeci de specii de mamifere.

## Climă
| Date climatice pentru Belo Horizonte                                                        | Date climatice pentru Belo Horizonte                             | Date climatice pentru Belo Horizonte                             | Date climatice pentru Belo Horizonte                             | Date climatice pentru Belo Horizonte                             | Date climatice pentru Belo Horizonte                             | Date climatice pentru Belo Horizonte                             | Date climatice pentru Belo Horizonte                             | Date climatice pentru Belo Horizonte                             | Date climatice pentru Belo Horizonte                             | Date climatice pentru Belo Horizonte                             | Date climatice pentru Belo Horizonte                             | Date climatice pentru Belo Horizonte                             | Date climatice pentru Belo Horizonte                            |
| Luna                                                                                        | Ian                                                              | Feb                                                              | Mar                                                              | Apr                                                              | Mai                                                              | Iun                                                              | Iul                                                              | Aug                                                              | Sep                                                              | Oct                                                              | Nov                                                              | Dec                                                              | Anual                                                           |
| ------------------------------------------------------------------------------------------- | ---------------------------------------------------------------- | ---------------------------------------------------------------- | ---------------------------------------------------------------- | ---------------------------------------------------------------- | ---------------------------------------------------------------- | ---------------------------------------------------------------- | ---------------------------------------------------------------- | ---------------------------------------------------------------- | ---------------------------------------------------------------- | ---------------------------------------------------------------- | ---------------------------------------------------------------- | ---------------------------------------------------------------- | --------------------------------------------------------------- |
| Maxima medie °C (°F)                                                                        | 28,2 (Eroare de expresie: caracter de punctuație „,” necunoscut) | 28,8 (Eroare de expresie: caracter de punctuație „,” necunoscut) | 28,6 (Eroare de expresie: caracter de punctuație „,” necunoscut) | 27,5 (Eroare de expresie: caracter de punctuație „,” necunoscut) | 26,0 (Eroare de expresie: caracter de punctuație „,” necunoscut) | 25,0 (Eroare de expresie: caracter de punctuație „,” necunoscut) | 24,6 (Eroare de expresie: caracter de punctuație „,” necunoscut) | 26,5 (Eroare de expresie: caracter de punctuație „,” necunoscut) | 27,2 (Eroare de expresie: caracter de punctuație „,” necunoscut) | 27,7 (Eroare de expresie: caracter de punctuație „,” necunoscut) | 27,5 (Eroare de expresie: caracter de punctuație „,” necunoscut) | 27,3 (Eroare de expresie: caracter de punctuație „,” necunoscut) |                                                                 |
| Media zilnică °C (°F)                                                                       | 23,5 (Eroare de expresie: caracter de punctuație „,” necunoscut) | 23,9 (Eroare de expresie: caracter de punctuație „,” necunoscut) | 23,7 (Eroare de expresie: caracter de punctuație „,” necunoscut) | 22.4 (72,3)                                                      | 20,5 (Eroare de expresie: caracter de punctuație „,” necunoscut) | 19,2 (Eroare de expresie: caracter de punctuație „,” necunoscut) | 18,9 (Eroare de expresie: caracter de punctuație „,” necunoscut) | 20,5 (Eroare de expresie: caracter de punctuație „,” necunoscut) | 21,7 (Eroare de expresie: caracter de punctuație „,” necunoscut) | 22,6 (Eroare de expresie: caracter de punctuație „,” necunoscut) | 22,9 (Eroare de expresie: caracter de punctuație „,” necunoscut) | 22,9 (Eroare de expresie: caracter de punctuație „,” necunoscut) |                                                                 |
| Minima medie °C (°F)                                                                        | 18,8 (Eroare de expresie: caracter de punctuație „,” necunoscut) | 19,0 (Eroare de expresie: caracter de punctuație „,” necunoscut) | 18,8 (Eroare de expresie: caracter de punctuație „,” necunoscut) | 17,3 (Eroare de expresie: caracter de punctuație „,” necunoscut) | 15,0 (Eroare de expresie: caracter de punctuație „,” necunoscut) | 13,4 (Eroare de expresie: caracter de punctuație „,” necunoscut) | 13,1 (Eroare de expresie: caracter de punctuație „,” necunoscut) | 14,4 (Eroare de expresie: caracter de punctuație „,” necunoscut) | 16,2 (Eroare de expresie: caracter de punctuație „,” necunoscut) | 17,5 (Eroare de expresie: caracter de punctuație „,” necunoscut) | 18,2 (Eroare de expresie: caracter de punctuație „,” necunoscut) | 18,4 (Eroare de expresie: caracter de punctuație „,” necunoscut) |                                                                 |
| Minima istorică °C (°F)                                                                     | 12,5 (Eroare de expresie: caracter de punctuație „,” necunoscut) | 12,8 (Eroare de expresie: caracter de punctuație „,” necunoscut) | 11,7 (Eroare de expresie: caracter de punctuație „,” necunoscut) | 6,4 (Eroare de expresie: caracter de punctuație „,” necunoscut)  | 5,0 (Eroare de expresie: caracter de punctuație „,” necunoscut)  | 2,4 (Eroare de expresie: caracter de punctuație „,” necunoscut)  | 2,2 (Eroare de expresie: caracter de punctuație „,” necunoscut)  | 5,8 (Eroare de expresie: caracter de punctuație „,” necunoscut)  | 5,0 (Eroare de expresie: caracter de punctuație „,” necunoscut)  | 9,2 (Eroare de expresie: caracter de punctuație „,” necunoscut)  | 11,4 (Eroare de expresie: caracter de punctuație „,” necunoscut) | 12,8 (Eroare de expresie: caracter de punctuație „,” necunoscut) | 2,2 (Eroare de expresie: caracter de punctuație „,” necunoscut) |
| Precipitații mm (inches)                                                                    | 296,3                                                            | 188,4                                                            | 163,5                                                            | 61,2                                                             | 27,8                                                             | 14,1                                                             | 15,7                                                             | 13,7                                                             | 40,5                                                             | 123,1                                                            | 227,6                                                            | 319,4                                                            | 1.491,3                                                         |
| Nr. de zile cu precipitații (≥ 0,1 mm)                                                      | 17                                                               | 13                                                               | 14                                                               | 7                                                                | 6                                                                | 2                                                                | 3                                                                | 4                                                                | 6                                                                | 10                                                               | 14                                                               | 20                                                               | 116                                                             |
| Ore însorite                                                                                | 189,1                                                            | 197,8                                                            | 213,9                                                            | 228,0                                                            | 235,6                                                            | 240,0                                                            | 257,3                                                            | 254,2                                                            | 210,0                                                            | 189,1                                                            | 183,0                                                            | 164,3                                                            | —                                                               |
| Sursa nr. 1: World Meteorological Organization., Hong Kong Observatory (sun only 1961-1990) |                                                                  |                                                                  |                                                                  |                                                                  |                                                                  |                                                                  |                                                                  |                                                                  |                                                                  |                                                                  |                                                                  |                                                                  |                                                                 |
| Sursa nr. 2: Weatherbase (record highs and lows)                                            |                                                                  |                                                                  |                                                                  |                                                                  |                                                                  |                                                                  |                                                                  |                                                                  |                                                                  |                                                                  |                                                                  |                                                                  |                                                                 |

## Orașe înfrățite
Belo Horizonte este înfrățit cu următoarele orașe:
| - Luanda, Angola (1968) - Zahlé, Liban (1974) - Granada, Spania (1975) - Porto, Portugalia (1986) - Minsk, Belarus (1987) - Havana, Cuba (1995) - Nanjing, China (1996) - Kolkata, India (1999) - Bethlehem, Palestina (2001) | - Homs, Siria (2001) - Masaya, Nicaragua (2002) - Tripoli, Libia (2003) - Fort Lauderdale, SUA (2003) - Tegucigalpa, Honduras (2004) - Cuenca, Ecuador (2004) - Newark, New Jersey, SUA (2006) - Izmir, Turcia (2009) - Incheon, Coreea de Sud (2011) |

## Personalități născute aici
- Dilma Rousseff (n. 1947), politiciană, președinte al Braziliei;
- Max Cavalera (n. 1969), solistul formațiilor Soulfly și Cavalera Conspiracy;
- Maíra Vieira (n. 1988), fotomodel.